# Коростели (Горожанская волость, у д. Пяшино)
Коростели — деревня в Новосокольническом районе Псковской области России. Входит в состав  Насвинской волости.

## География
Расположена в 50 км к северо-западу от города Новосокольники, в 24 км к западу от бывшего волостного центра, деревни Горожане и в 6 км к западу от деревни Пяшино.

## Население
| 2001 | 2002 | 2010 |
| ---- | ---- | ---- |
| 100  | ↘93  | ↘71  |

Численность населения деревни по оценке на начало 2001 года составляла 100 человек.

## История
С 1995 до 2015 года деревня входила в состав ныне упразднённой Горожанской волости.